# 丁程鑫
丁程鑫（2002年2月24日—），出生於四川资阳市安岳县，男歌手及男演員，現為时代少年团成員。

## 生平

### 早年经历
丁程鑫在2002年出生于四川省资阳市安岳县鱼龙乡的一个留守务工的家庭，从事木工工作的父母为了生计长年外出务工，还有一个比他大7岁的姐姐是医院的护士。作为留守儿童的丁程鑫从3岁开始就寄住在老师的家里，只有在每年的暑假他才有机会和父母见上一面，自幼缺失父母陪伴的他也因此比同龄的孩子更加懂事。6岁那年，丁程鑫在家乡遭遇了一场车祸，车祸后的他因为营养跟不上被父母接到了重庆，并在此上学，山城重庆也因此成为了他的第二故乡。小学时，丁程鑫在重庆的街头被TF家族星探发掘并招募，至此开启了练习生生涯。

### TF家族練習生
2013年，加入TF家族，成為時代峰峻簽約練習生，先後參加TF自製綜藝《TF少年GO》首次走進大眾視野。
2015年，參加錄製TF家族自製綜藝《星期五練習生》。
2016年，參演科幻校園網劇《超少年密碼》。
2017年4月，參加錄製湖南衛視文化節目《中華文明之美》；7月，參演青春勵志劇《我們的少年時代》；11月，首登湖南衛視綜藝節目《快樂大本營》。
2018年，參演奇幻校園網劇《念念》和青春勵志劇《甜蜜暴擊》。

### 台風少年團
2018年10月7日，與姚景元、馬嘉祺、宋亞軒、劉耀文組成台風少年團（TYT）出道，出道作為《Wake Up》，其後的單曲為《狼少年》、《夢相加》、《致青春》、《像我一樣》、《少年郎》、《騎士宣言》、《老媽最常說的十句話》及《姐姐戀愛吧》等。
2019年2月，随组合首次登上央视春晚的舞台。
2019年2月16日，舉辦組合演唱會。隨後前往韓國集訓。
2019年7月19日，TF家族自製綜藝《台風蛻變之戰》首播，正式宣布組合台風少年團解散。

### 時代少年團
2019年8月25日，《台風蛻變之戰》成團夜公布七人成團出道，並公布隊內排名，丁程鑫為隊內第二名。
2019年10月11日，正式發布團名-時代少年團。
2019年11月23日，舉辦出道及歌曲首唱會，與馬嘉祺、宋亞軒、劉耀文、張真源、嚴浩翔、賀峻霖組成七人團，成為TNT時代少年團成員第二次出道，在隊內担任唯一主舞及門面。
2020年10月2日，首個个人常駐綜藝《演员请就位 (第二季)》播出，於總決賽的終極盛典上獲得最受觀眾喜愛演員獎及微博最受關注演員獎。
2020年12月20日，受邀參加2020騰訊視頻星光大賞，獲得doki年度新勢力獎。
2021年，參加北京電影學院藝考，獲得表演專業全國第52名。6月，參加重慶全國高考獲得總分404分超重慶藝考分數線50分，被北京電影學院表演系本科錄取，現為北京電影學院表演系本科實驗班學生。
2021年4月24日起，以快樂限定團參與《快乐大本营》的主持，並參與其衍生節目《大本營花園之小丁上班季》; 8月23日起，成為快樂家族的忙內，正式成為常駐嘉賓。
2021年7月23日，個人常駐綜藝《夏日少年派》播出。
2022年6月17日，個人常駐綜藝《花兒與少年第四季》播出。
2023年3月18日，加盟《你好，星期六》，成為好六團其中一員。
2023年10月23日，加盟《這！就是街舞第六季》，成為三位明星隊長其中一員。

## 影視作品

### 電影
| 上映日期      | 電影名             | 角色   | 備註     |
| 2022年9月9日  | 《海的尽头是草原》 | 马正元 | 友情出演 |
| 2025年 暑假檔 | 《刺殺小說家2》    | 行者   | 主演     |

### 迷你剧
| 开播日期       | 播放平台 | 劇名               | 角色   | 備註         |
| 2015年12月20日 | 嗶哩嗶哩 | 《台风娱乐大事记》 | 小程   | TF家族自製劇 |
| 2016年10月14日 | 腾讯视频 | 《和喵星人的21天》 | 丁妙妙 | TF家族自製劇 |

### 网络剧
| 开播日期      | 播放平台 | 劇名           | 角色            | 備註         |
| 2016年7月11日 | 乐视视频 | 《超少年密码》 | 機器人249       | TF家族自製劇 |
| 2017年9月29日 | Bilibili | 《第二人生》   | 程以鑫 / 程以清 | TF家族自製劇 |
| 2018年5月11日 | 腾讯视频 | 《念念》       | 林說            | TF家族自製劇 |

### 電視剧
| 开播日期      | 播放平台 | 劇名               | 角色         | 備註  |
| 2016年7月20日 | 湖南卫视 | 《旋風少女2》      | 長安（少年） |       |
| 2017年7月9日  | 湖南卫视 | 《我们的少年时代》 | 馮程程       |       |
| 2018年7月23日 | 湖南卫视 | 《甜蜜暴击》       | 方宙         | [ 3 ] |

### 配音
| 开播日期     | 播放平台         | 宣传片名       | 備註       |
| 2022年6月7日 | 湖南卫视、芒果TV | 《挥笔为青春》 | 高考公益片 |

## 综艺节目

### 固定綜藝
| 年份   | 播出日期                | 播出平台                   | 节目名稱              | 備註 |
| 2014年 | 10月17日- 12月19日      | 腾讯视频、哔哩哔哩         | TF少年GO!第2季        | TF家族自製綜藝 |
| 2015年 | 3月6日-5月8日           | 腾讯视频、哔哩哔哩         | TF少年GO!第3季        | TF家族自製綜藝 |
| 2015年 | 12月18日-2016年1月22日  | 腾讯视频、哔哩哔哩         | 星期五练习生(第一季)  | TF家族自製綜藝 |
| 2016年 | 4月1日 - 4月29日        | 腾讯视频、哔哩哔哩         | 星期五练习生(第二季)  | TF家族自製綜藝 |
| 2016年 | 5月27日 - 7月8日        | 腾讯视频、哔哩哔哩         | 星期五练习生(第三季)  | TF家族自製綜藝 |
| 2016年 | 10月14日 - 11月18日     | 腾讯视频、哔哩哔哩         | 星期五练习生(第四季)  | TF家族自製綜藝 |
| 2017年 | 3月3日 - 4月14日        | 腾讯视频、哔哩哔哩         | 星期五练习生(第五季)  | TF家族自製綜藝 |
| 2017年 | 10月6日-2018年5月4日    | 腾讯视频、哔哩哔哩         | 星期五练习生TF-FRIDAY | TF家族自製綜藝 |
| 2020年 | 10月2日 - 12月5日       | 騰訊視頻                   | 演员请就位第二季      | 郭敬明导演組终极S級演员，最終排名第三 榮获“最受观众喜爱的演员”及 “微博最受关注演员”兩個獎項 |
| 2021年 | 2月5日 - 4月23日        | 東方衛視                   | 接招吧前輩            | 與時代少年團共同常駐 |
| 2021年 | 4月24日 - 10月2日       | 湖南卫视                   | 快乐大本营            | 4月24日起，以快樂限定團參與主持， 並參與衍生節目《大本營花園之小丁上班季》 8月23日起，成為快樂家族的忙內， 正式成為常駐嘉賓                                                                        |
| 2021年 | 7月23日 - 10月15日      | 湖南卫视                   | 夏日少年派            | [ 7 ] |
| 2022年 | 6月17日 - 9月2日        | 湖南卫视                   | 花儿与少年第四季      | |
| 2023年 | 3月18日 - 至今          | 湖南卫视                   | 你好星期六            | 缺席第六十、六十三、六十四、 六十六、六十九、七十一、七十二、七十四、七十七、九十二、九十三、九十八、九十九、一百、一百一十二至一百一十三、一百二十三、一百二十六至一百三十二期的錄製              |
| 2023年 | 6月10日                 | 湖南衛視、芒果TV、咪咕視頻 | 全員加速中第三季      | 缺席第二、三、六、七、八、九期的錄製 與時代少年團共同常駐 |
| 2023年 | 11月4日 - 2024年1月20日 | 優酷                       | 这！就是街舞第六季    | 明星隊長 戰隊名稱:恒星制造 11月4日起，參與衍生節目《隊長追蹤日記》 11月5日起，參與衍生節目《街舞營業中》第六季 11月12日起，參與衍生節目《一起火鍋吧》第四季 恆星製造戰隊Poppin C奪冠, 成為冠軍隊長 |
| 2024年 | 4月12日-6月14日         | 優酷                       | 這是我的島            | 與時代少年團共同常駐 |
| 2024年 | 6月11日-6月25日         | 芒果TV、湖南卫视           | 花儿与少年·好友季     | 第八至十期，共三期 |
| 2025年 | 4月25日-6月27日         | 优酷网                     | 这是我的西游          | 與時代少年團共同常駐 |
| 2025年 | 7月22日 - 至今          | 腾讯视频                   | 战至巅峰第四季        | 與時代少年團共同常駐 |

## 活動演出
| 年份   | 日期     | 活動名稱               | 表演歌曲                  | 备注           |
| 2023年 | 12月31日 | 2024湖南卫视跨年演唱会 | 你要跳舞吗、321看、我要飞 | 与其他艺人合作 |
| 2024年 | 2月3日   | 2024网络视听盛典       | 破阵子                    |                |

## 音乐作品

### 个人单曲
| 年份   | 发布日期 | 歌曲名稱   | 备注                      |
| 2023年 | 2月24日  | 一起跳舞吧 | 首支個人單曲 21岁生日單曲 |
| 2024年 | 2月29日  | Monster    | 個人單曲 單曲企划         |
| 2024年 | 2月29日  | Interlude  | 個人單曲 單曲企划         |
| 2025年 | 2月24日  | 新傷       | 個人單曲 23岁生日單曲     |
| 2025年 | 4月21日  | 芥         |                           |

### 合作歌曲
| 年份   | 发布日期 | 歌曲名称   | 合作艺人                                       | 备注                                     |
| 2022年 | 6月20日  | 花兒與少年 | 张凯丽、刘敏涛、杨幂、李斯丹妮、赵今麦、韩东君 | 综艺《花兒與少年第四季》同名主题曲       |
| 2023年 | 1月15日  | 亲亲爱     | 张真源、贺峻霖                                 | 《乌托邦少年》Disc2 碎片集《乌托邦乐园》 |
| 2023年 | 1月17日  | 孤独怪物   | 刘耀文、严浩翔、贺峻霖                         | 《乌托邦少年》Disc2 碎片集《乌托邦乐园》 |
| 2023年 | 7月12日  | 321看      | 何炅、檀健次、秦霄贤、王鹤棣、杨迪、吴泽林     | 综艺《你好，星期六》主题曲               |

## 杂志写真
| 年份   | 期數     | 杂志名称 | 備註             |
| 2018年 | 11月號   | 小資風尚 |                  |
| 2020年 | 年度特刊 | 博客天下 | 十位封面人士之一 |

## 获奖及荣誉
| 年份   | 日期     | 颁奖典礼                 | 奖项                       | 作品                     |
| 2020年 | 12月5日  | 演员请就位第二季终极盛典 | 最受观众喜爱演员           |                          |
| 2020年 | 12月5日  | 演员请就位第二季终极盛典 | 微博最受关注演员           |                          |
| 2020年 | 12月20日 | 2020腾讯视频星光大赏     | doki年度新势力             |                          |
| 2021年 | 1月20日  | 微博综艺大赏             | 人气新星                   |                          |
| 2021年 | 1月20日  | 2020新浪影视综盛典       | 年度潜力演员               |                          |
| 2021年 | 1月20日  | 2020新浪影视综盛典       | 年度综艺热度人物           |                          |
| 2023年 | 1月3日   | 新浪微博                 | 微博网友2022最喜爱电影角色 | 马正元《海的尽头是草原》 |
| 2025年 | 6月13日  | 2025微博电影之夜         | 年度青云期待演员           |                          |